# 량제
량제(중국어 간체자: 梁洁, 정체자: 梁潔, 병음: Liáng Jié, 한자음: 양결, 1994년 6월 16일 ~ )는 중국의 배우이다.

## 출연작

### 드라마
- 2017년 텐센트 웹드라마 《쌍세총비》 - 곡단아 역
- 2018년 텐센트 웹드라마 《쌍세총비2》 - 곡단아 역
- 2020년 중국중앙텔레비전 황금강당극장 《절대쌍교 2020》 - 소앵 역
- 2020년 텐센트  웹드라마 《니시아적명중주정 : 운명처럼 널 사랑해》 - 천쟈신 역
- 2020년 텐센트 웹드라마 《불설황연인》 - 허이인 역
- 2021년 텐센트 웹드라마 《여몽령 : 안귀서창월》 - 사소만 역
- 2021년 아이치이 웹드라마《변성니적나일천 : 네가 된 그날》 - 위성성 역
- 2021년 후난위성텔레비전 금응독파극장 《광망》 - 소령당 역
- 2022년 텐센트 웹드라마 《비호외전》 - 원자의 역